# Scotti Brothers Records
Scotti Brothers Records (algumas vezes citado como Scotti Bros. Records) foi uma gravadora com base na Califórnia fundada por Tony e Ben Scotti em 1974. Seu primeiro sucesso aconteceu com o lançamento dos álbuns da estrela pop adolescente Leif Garrett. Posteriormente ajudaram a lançar as carreiras de David Hallyday, Felony, Survivor e "Weird Al" Yankovic. Também assinaram com James Brown em meados dos anos 1980. A estrela da série de televisão Life Goes On, Tommy Puett lançou seu único álbum "Life Goes On" em 1990 pela Scotti Brothers Records.
O selo, bem como os próprios irmãos Scotti, comandavam uma companhia de produção de filme, a Scotti Bros. Pictures, e estava associado com a All American Television (que mais tarde se tornou parte da All American Communications após se envolver na produção e distribuição de Baywatch; alguns artistas da Scotti Bros. fizeram aparições ocasionais no programa). Em 1996, a Scotti Brothers Records foi renomeada para All American Music Group.
Após a Pearson PLC comprar a All American em 1997, os contratos da Scotti Brothers, fitas masters e catálogo foram vendidos para a subsidiária da Zomba Records, a Volcano Entertainment, que foi posteriormente comprada pela Sony Music Entertainment. Todos os artistas da Scotti Bros. foram liberados, com exceção de Yankovic e Survivor, que foram mandados para a Volcano.
O catálogo da Scotti Brothers Records é agora de propriedade da Volcano Records.